# أنور رحمن
أنور رحمن (23 سبتمبر 1996 - ) هو لاعب كريكت ماليزي. شارك مع منتخب ماليزيا الوطني للكريكت.

## وصلات خارجية
- أنور رحمن على موقع إي آس بي آن كريك إنفو (الإنجليزية)